# Rapaty (powiat olsztyński)
Rapaty (niem. Rapatten) – wieś w Polsce położona w województwie warmińsko-mazurskim, w powiecie olsztyńskim, w gminie Gietrzwałd. W latach 1975–1998 miejscowość administracyjnie należała do województwa olsztyńskiego.
Przy miejscowości znajduje się jezioro Rapaty. Zaś przy drodze Grazymy – Rapaty, znajduje się głaz narzutowy, szary granitogejs, o obwodzie 800 cm i wysokości 80 cm, stanowiący pomnik przyrody. We wsi i okolicach, możemy spotkać wiele gatunków zwierząt. Mieszkają tutaj perkozy, bociany, żurawie i bobry. Czasem spotkać uda nam się kuropatwy. We wsi znajduje się zakład zajmujący się produkcją mebli szkolnych, zatrudniający kobiety i mężczyzn także z sąsiednich wiosek i miast Lewmar Hanna i Marek Lewkowicz Spółka Jawna. Rapaty należą do parafii Niepokalanego Poczęcia NMP w Biesalu. Mieszkańcy tej miejscowości są przedstawicielami wielu wyznań, m.in. rzymskokatolickiego, prawosławnego i ewangelickiego.

## Historia
Pierwsze wzmianki o osadnictwie w tym miejscu można znaleźć w pracy pt.: "Cmentarz Ewangelicko-Augsburski rodu von Stein" i datuje się je na 1226 rok. Była to wieś należąca do majątku pruskiego. Znajdowały się tutaj młyny dostarczające mąkę do zamku w miejscowości Grazymy, aż do XVII wieku. W czasach krzyżackich wieś pojawia się w dokumentach w roku 1352, podlegała pod komturię w Olsztynku, były to dobra rycerskie o powierzchni 40 włók.

## Turystyka i rekreacja
W jeziorze Rapaty można dowolnie wędkować dzięki zakwalifikowaniu jeziora jako ogólnie dostępnego do wędkowania. Przez miejscowość przebiega trasa rowerowa o nazwie Stare Jabłonki. Przebieg trasy jest następujący: Idzbark (Ostróda) – Staszkowo – Rapaty – Grazymy – Wynki – Kątno – St. Jabłonki – Idzbark (Ostróda). Rapaty mają bardzo dobrze rozwiniętą bazę noclegową. We wsi są cztery pensjonaty. Najstarszy z nich pracuje aktywnie od końca lat 80. i cieszy się ogromną popularnością wśród ludności niemieckiej. Pamiętać należy, że wieś ta posiada pełnowymiarowe boisko do piłki nożnej na tzw. "stadionie leśnym" oraz boisko do piłki siatkowej z prawdziwego zdarzenia. Wieś wspólnymi siłami prowadzi w pełni wyposażoną świetlice wiejską. Odbywają się tam liczne zebrania i imprezy kulturalne. Zimą i latem zarówno młodzież, jak i starsi korzystają z tego miejsca.